# ماجد بن سعید
سید ماجد بن سعید البوسعیدی (عربی: ماجد بن سعید البوسعید) (ح. 1834 - ۷ اکتبر ۱۸۷۰) که به اشتباه مجید بن سعید نامیده می‌شود اولین سلطان زنگبار بود. او از ۱۹ اکتبر ۱۸۵۶ تا ۷ اکتبر ۱۸۷۰ بر زنگبار حکومت کرد.
او جانشین پدرش سعید بن سلطان به عنوان فرمانروای زنگبار و شرق آفریقا شد و پس از مرگ سعید برای مدت کوتاهی مدعی سلطنت عمان شد. برادرش برغش در دوران سلطنتش دائماً شورش می‌کرد و به حکومت او پایبند نبود، با این حال ماجد تا زمان مرگ نابهنگام خود که به دلیل «افراط در لذت‌های نفسانی و محرک‌ها» بود، در قدرت ماند. در دوران او ثروت منطقه با تجارت چیزهای مختلف به ویژه با تجارت بحث‌برانگیز برده افزایش یافت.